# Massimo Sertori
Massimo Sertori (Sondrio, 11 marzo 1968) è un politico italiano, dal 2009 al 2014 Presidente della Provincia di Sondrio.

## Biografia
Massimo Sertori nasce a Sondrio l'11 marzo 1968. Diplomatosi come geometra, Sertori incomincia a lavorare presso l'Impresa di famiglia.

### Attività politica
Nel 2004 Sertori entra nella Lega Nord ed entra in politica a livello locale:
Nel 2006 divenne AD di Asm, un'azienda municipalizzata della città di Sondrio, fino al 2008.
Il 7 giugno 2009 Sertori è stato eletto Presidente della provincia di Sondrio, raccogliendo al primo turno il 61,1% delle preferenze e sconfiggendo il candidato del centrosinistra Giacomo Ciapponi. In consiglio provinciale è stato sostenuto dal suo partito e dal PdL.
Dal 26 maggio 2014 al 26 maggio 2019 ricopre la carica di Vicesindaco del comune di Ponte in Valtellina
Dal 29 marzo 2018 è assessore agli Enti Locali, Montagna e Piccoli Comuni della Regione Lombardia nella giunta Fontana.